# جدعون رينولدز
جدعون رينولدز (بالإنجليزية: Gideon Reynolds)‏ هو سياسي أمريكي، ولد في 9 أغسطس 1813، وتوفي في 13 يوليو 1896. حزبياً، نشط في الحزب الجمهوري. وقد انتخب عضو جمعية ولاية نيويورك وانتخب عضو مجلس النواب الأمريكي.